# Marcus Manilius
Marcus Manilius (1. století n. l.) byl římský básník a autor díla Astronomica, které v pěti knihách podává výklad antické astrologie a stoické filosofie.
Je po něm pojmenován kráter Manilius na přivrácené straně Měsíce.

## Život
O Maniliově osobě není známo takřka nic, neboť z antiky se o něm nedochovaly žádné životopisné údaje či zprávy. Všechny informace o Maniliovi se proto vysuzují pouze z textu jeho díla, básně Astronomica. Z něj vyplývá, že žil se vší pravděpodobností na sklonku vlády císaře Augusta a za vlády Tiberiovy (např. v I. knize, v. 899–890, najdeme zmínku o masakru Varových legií v Teutoburském lese r. 9 po Kr.: cum fera ductorem rapuit Germania Varum/ infecitque trium legionum sanguine campos). Pokud jde o Maniliovo jméno, bývá v titulech středověkých rukopisů zmiňován jako „M[arcus] Manilius“ nebo „Manlius“.

## Dílo
Maniliův filosoficko-didaktický epos Astronomica s astronomicko-astrologickou tematikou čítá pět knih.
- I. kniha: v úvodu představuje Manilius své tvůrčí záměry, nato se věnuje počátkům astronomie a vzniku vesmíru i Země. Vypráví o božské duši vesmíru, která jej řídí (250: vis animae divina regit), o znameních zvěrokruhu a souhvězdích severní a jižní oblohy, krátce o planetách, dále pak o nebeských sférách a dráze Slunce na obloze v různém období roku. Popisuje poledník, horizont, zvířetník a krásu Mléčné dráhy a uvádí několik domněnek o jejím vzniku. Výklad končí popisem komet a toho, co jejich příchod věští.
- II. kniha: úvodem zmiňuje Manilius krátce své předchůdce v oblasti naukové poesie (Hésiodos), poté přechází k výkladu o božské „duši“ vesmíru, která prostupuje všechny věci a tvory v něm, a to včetně člověka, který je schopen toto božství nalézt. Pokračuje výkladem o znameních (lidská a zvířecí, denní a noční aj.), vysvětluje trigony a další spojení mezi znameními; poté přiřazuje každému z nich boha a část těla. Jednotlivá znamení jsou rozdělena na dvanáct částí (dodecatemoria). Závěr knihy tvoří stanovení čtyř os horoskopu (cardines) – ascendentu, descendentu, media a ima caeli – a jeho rozdělení na domy (loca).
- III. kniha: v proemiu si básník posteskne nad obtížností svého úkolu, který charakterizuje jako báseň bez příkras (26nn., 38–9: nec dulcia carmina quaeras:/ ornari res ipsa negat contenta doceri). Vykládá dvanáct sortes (athla), zabývá se výpočtem bodu štěstí v horoskopu (locus Fortunae) a vůbec výpočtem horoskopu jako takovým. Následují údaje o tom, kolik let života udělují konkrétní znamení, a podrobný popis čtyř signorum tropicorum – Raka, Kozoroha, Berana a Vah, která jsou úzce spojena s událostmi astronomického roku (slunovraty – solstitium, bruma – a rovnodennostmi – equinoctes).
- IV. kniha: je uvedena nejobsáhlejším proemiem ze všech pěti knih. Básník pomocí stoických paradoxů odkrývá řád vesmíru, řízený osudem (v. 14: fata regunt orbem), a uvádí mnoho příkladů z římské historie, jimiž moc osudu dokládá. Nato charakterizuje povahy a vlastnosti, které zrozencům udělují jednotlivá znamení zvěrokruhu. Každé z nich je rozděleno do tří dekanů, je upozorněno na škodlivé stupně všech znamení a také na stupně, které poskytují zrozencům určité zvláštní schopnosti. Následuje popis zemí a rozdílnosti jejich obyvatel, přiřazení těchto krajin jednotlivým souhvězdím a závěrečná filosofická pasáž o člověku jakožto zobrazení světa (mikrokosmu).
- V. kniha: na úvod presentuje Manilius svůj úmysl zabývat se souhvězdími, která stojí mimo zvěrokruh, ale doprovázejí jej (paranatellonta). Poté se po řadě popisují, včetně vysvětlení jejich vlivu na člověka. Vrcholem této knihy je popis souhvězdí Andromedy, který přerůstá v působivé líčení mytologického příběhu a čítá na 80 veršů. Kniha končí popisem říše hvězd, jejichž velikost se přirovnává k uspořádání lidské společnosti (728–9: sic etiam magno quaedam res publica mundo est,/ quam natura facit, quae caelo condidit urbem).

Zde pátá kniha náhle končí. Epos je pravděpodobně nedokončen, chybí v něm několik pasáží, o kterých básník slíbil, že o nich pojedná.